# Dziwny nieznany świat
Dziwny nieznany świat – zbiór opowiadań fantastyczno-naukowych autorstwa Janusza A. Zajdla, wydany w formie e-booka przez BookRage w 2014 roku. Jest to pierwszy z trzech tomów opowiadań zebranych Zajdla, zawierających łącznie wszystkie opublikowane przez niego krótkie utwory literackie. Zbiór obejmuje utwory napisane do 1969 roku.

## Spis treści
1. Ekstrapolowany koniec świata
2. Tau Wieloryba
3. Robot numer trzy
4. Ciemność
5. Próba
6. Zjawa
7. Sami
8. Towarzysz podróży
9. Blisko słońca
10. Feniks
11. Dziwny nieznany świat
12. Źle o nieobecnych
13. Studnia
14. Jad mantezji
15. Epidemia
16. Egipski kot
17. Diabelski młyn
18. Czwarty rodzaj równowagi
19. Dyżur
20. Eksperyment
21. Telechronopator
22. Satelita
23. Prognozja
24. Metoda doktora Quina
25. Dżuma, cholera i ciężka grypa
26. Śmierć Karola